# Johann Ludwig Anderwert
Johann Ludwig Anderwert (* 31. Mai 1802 in Emmishofen; † 20. Juni 1876 in Zürich) war ein liberaler Politiker des Schweizer Kantons Thurgau.
Der Vater des späteren Bundesrates Fridolin Anderwert war 1824 bis 1830 Regierungssekretär, danach bis 1841 Statthalter des Bezirks Tobel in Tägerschen. Von 1832 bis 1835 sass er im katholischen Kirchenrat und von 1831 bis 1841 sowie von 1850 bis 1858 im Kantonsrat. Dort war er ein Mitglied der Kommission zur Prüfung der Badener Artikel. Er war zwischen 1836 und 1841 viermal Tagsatzungsgesandter und befürwortete die Verfassungsrevision von 1837. Als Regierungsrat war er von 1841 bis zu seiner Abwahl im Jahr 1849 für das Ressort Bau und Strassen zuständig. Von 1850 bis 1852 war er als Oberrichter, danach bis 1858 als Statthalter des Bezirks Frauenfeld tätig.